# Anolis wattsi
Anolis wattsi (лат.) — вид ящериц из семейства Dactyloidae, эндемик Антигуа и Барбуды.

## Описание
A. wattsi — анолис среднего размера: самцы до 58 мм, самки до 46 мм. Верхняя основная окраска у самцов коричневого, коричневого, серо-коричневого или оливково-серого цвета, с заднебоковой зелёной окраской или без неё; со слабыми более тёмными поперечными полосами или без них. Морда залита оранжевым или медным оттенком; подбородок кремовый, оранжевый или жёлтый (с переменной чёрной точкой или без неё); нижняя сторона хвоста от кремового до жёлтого, возможно с оранжевым оттенком; субокуляры от белых до ярко-небесно-голубых, иногда доходящих до век; внутренняя поверхность грязно-белая, от бледно-жёлтой до ярко-жёлтой или жёлто-коричневой. У самок спина от насыщенного коричневого до серо-коричневого, с горчично-жёлтым налётом по бокам или без него; от подмышечной впадины до паха может присутствовать полоса от бледно-коричневого до пепельно-серого цвета в средней части спины, окаймлённая или не окаймлённая более тёмным цветом; с хорошо развитой белой полосой по бокам или без неё. Голова с синеватыми или красноватыми пятнами или без них (или с обоими); брюшко грязно-белое, кремовое, жёлтое или тускло-золотое; нижняя сторона хвоста от жёлтого до оранжевого.

A. wattsi
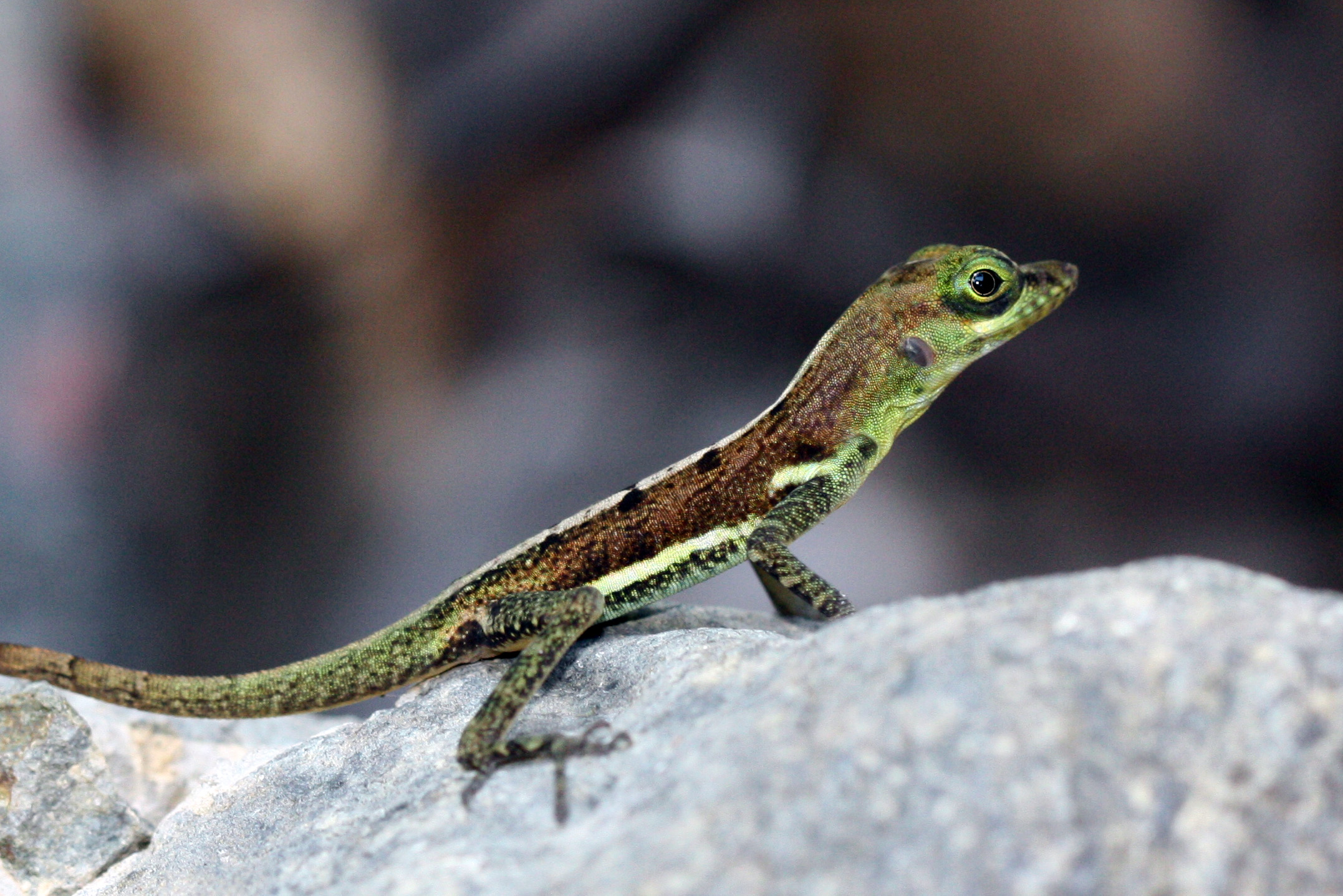
Самец
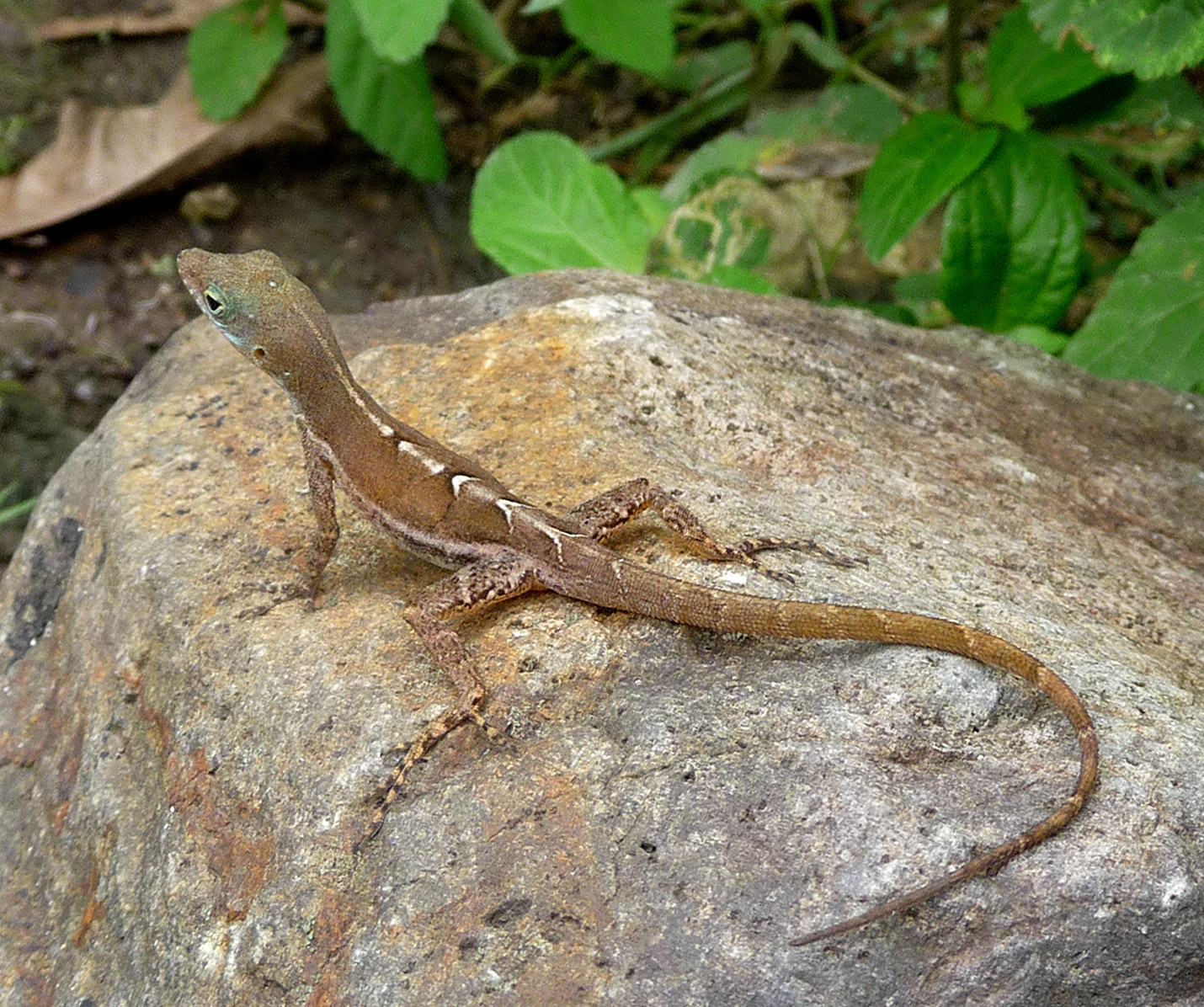
Самка
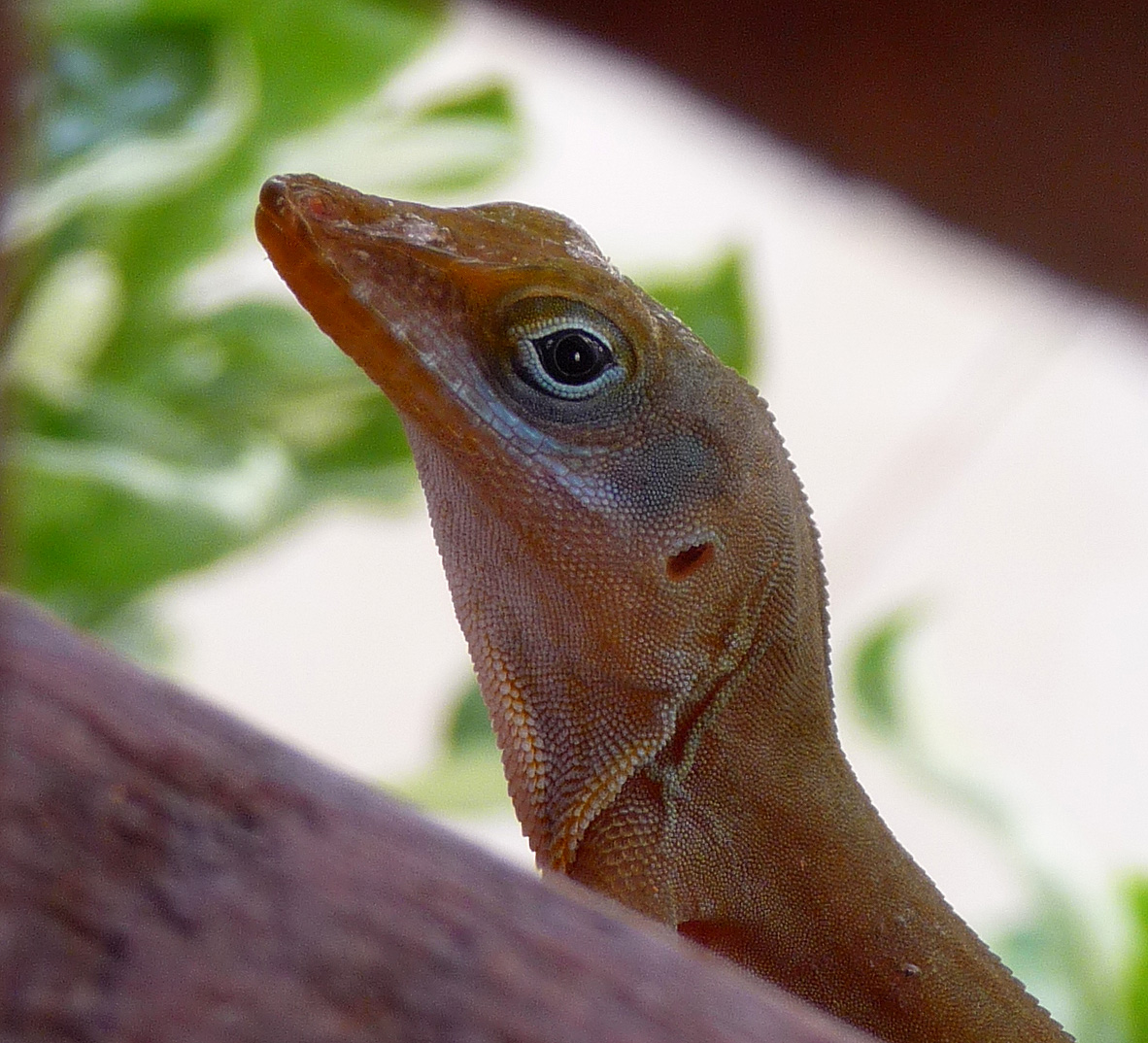

## Таксономия
Видовое название — в честь доктора сэра Фрэнсиса Уоттса, который был уполномоченным по сельскому хозяйству Вест-Индии.

## Распространение и местообитание
A. wattsi обитает на Антигуа и Барбуда, островном государстве на Малых Антильских островах, где встречается на Антигуа. Кроме этого, вид был интродуцирован на Сент-Люсию. A. wattsi сосуществует с более крупным анолисом A. leachii на Антигуа.

## Охранный статус
Международный союз охраны природы классифицирует природоохранный статус вида как «вызывающий наименьшие опасения».